# Bootstrapping
În general, termenul bootstrapping se referă de obicei la un proces de autoîncepere care ar trebui să continue sau să se dezvolte fără aport extern.

## Etimologie

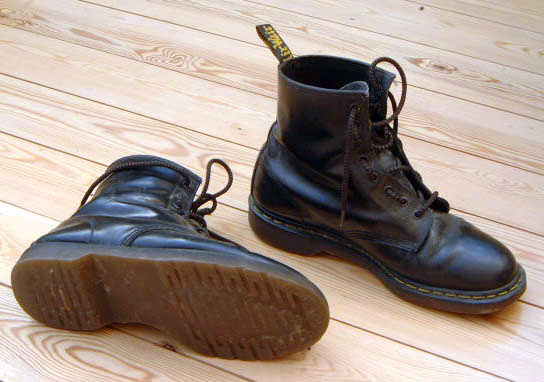
O pereche de cizme cu o talpă vizibilă

Cizmele înalte pot avea în partea de sus o limbă, o buclă sau un mâner, cunoscut sub numele de bootstrap, care permite folosirea degetelor sau a unui cârlig pentru cizme pentru a ajuta la punerea cizmelor. Expresia „a se trage singur de cizme” era deja folosită în secolul al XIX-lea ca exemplu de sarcină imposibilă. Expresia datează cel puțin din 1834, când a apărut în publicația Workingman's Advocate: „Se presupune că domnul Murphee va putea acum să se ridice singur peste râul Cumberland sau peste gardul din curtea unui hambar cu ajutorul curelei de la cizme”. În 1860, a apărut într-un comentariu despre filosofia minții: „Încercarea minții de a se analiza pe sine [este] un efort analog celui care vrea să se ridice pe sine cu propriile cizme”. Bootstrap ca metaforă, însemnând să te îmbunătățești pe tine însuți prin propriile eforturi neajutorate, era în uz în 1922. Această metaforă a generat metafore suplimentare pentru o serie de procese care se autoîntrețin și care se desfășoară fără ajutor extern.

Baronul Munchausen se trage pe sine și pe calul său dintr-o mlaștină cu coada lui.

Termenul este uneori atribuit unei povestiri din Aventurile surprinzătoare ale baronului Munchausen de Rudolf Erich Raspe, dar în acea poveste, baronul Munchausen se scoate singur (și calul său) dintr-o mlaștină cu ajutorul părului (mai exact, al cozii), nu cu ajutorul cizmelor - și nicio referire explicită la cizme nu a fost găsită în altă parte în diferitele versiuni ale poveștilor lui Munchausen.
Însemnând inițial tentativa de a încerca ceva absurd sau chiar imposibil, fraza "Trage-te singur de cizme!" a fost folosită de atunci ca o poveste pentru mobilitatea economică sau ca un leac pentru depresie. Se crede că această idee a fost popularizată de scriitorul american Horatio Alger⁠(d) în secolul al XIX-lea. A cere cuiva să se "tragă de cizme" înseamnă a sugera că ar putea depăși mari dificultăți prin simpla forță de voință.
Criticii au observat că această expresie este folosită pentru a prezenta situațiile nedrepte ca fiind mult mai meritocratice decât sunt în realitate. Un studiu realizat în 2009 a arătat că 77% dintre americani cred că bogăția este adesea rezultatul unei munci grele. Diferite studii au constatat că principalul predictor al bogăției viitoare nu este IQ-ul sau munca grea, ci bogăția inițială.

## Aplicații

### Calcul
În tehnologia informațiilor, termenul bootstrapping se referă la compilatoare de limbaj care pot fi codate în același limbaj. (De exemplu, un compilator C este acum scris în limbajul C. Odată ce compilatorul de bază este scris, se pot face îmbunătățiri în mod iterativ, trăgând astfel limbajul în sus de cizme). De asemenea, bootarea se referă de obicei la procesul de încărcare a software-ului de bază în memoria unui computer după pornirea sau resetarea generală, nucleul va încărca sistemul de operare care se va ocupa apoi de încărcarea altor drivere de dispozitiv și software, după cum este necesar.

#### Încărcare și execuție software
Bootarea este procesul de pornire a unui computer, în special în ceea ce privește pornirea software-ului său. Procesul implică un lanț de etape, în care, în fiecare etapă, un program relativ mic și simplu încarcă și apoi execută programul mai mare și mai complicat din etapa următoare. În acest sens, calculatorul "se ridică singur", adică se îmbunătățește prin propriile eforturi. Pornirea este un lanț de evenimente care începe cu executarea procedurilor bazate pe hardware și poate trece apoi către firmware și software care este încărcat în memoria principală. Pornirea implică adesea procese precum efectuarea de autoteste, încărcarea setărilor de configurare, încărcarea unui BIOS, a monitoarelor rezidente, a unui hypervizor⁠(d), a unui sistem de operare sau a unui software utilitar.
Termenul informatic bootstrap a început ca o metaforă în anii 1950. În cazul calculatoarelor, apăsarea unui buton bootstrap determina un program cablat să citească un program bootstrap de la o unitate de intrare. Calculatorul executa apoi programul bootstrap, ceea ce făcea ca acesta să citească mai multe instrucțiuni de program. Acesta a devenit un proces autonom care se desfășura fără ajutor extern din partea instrucțiunilor introduse manual. Ca termen informatic, bootstrap a fost folosit cel puțin din 1953.

#### Dezvoltare de software
Bootstrapping se poate referi, de asemenea, la dezvoltarea unor medii de programare succesiv mai complexe și mai rapide. Cel mai simplu mediu va fi, probabil, un editor de text foarte simplu (de exemplu, ed) și un program de asamblare. Folosind aceste instrumente, se poate scrie un editor de text mai complex și un compilator simplu pentru un limbaj de nivel superior și așa mai departe, până când se poate avea un IDE grafic și un limbaj de programare de nivel ridicat.
Din punct de vedere istoric, bootstrapping se referă, de asemenea, la o tehnică timpurie de dezvoltare a programelor de calculator pe hardware nou. Tehnica descrisă în acest paragraf a fost înlocuită de utilizarea unui compilator încrucișat executat de un calculator preexistent. Bootstrapping în dezvoltarea programelor a început în anii 1950, când fiecare program era construit pe hârtie în cod zecimal sau în cod binar, bit cu bit (1 și 0), deoarece nu exista un limbaj de calculator de nivel înalt, nici un compilator, nici un asamblator și nici un linker. Pentru un nou calculator (de exemplu, IBM 650⁠(d)) era codificat manual un mic program de asamblare care convertea câteva instrucțiuni în cod binar sau zecimal: A1. Acest program simplu de asamblare a fost apoi rescris în limbajul de asamblare tocmai definit, dar cu extensii care să permită utilizarea unor mjiloace suplimentare pentru coduri de operații mai complexe. Programul sursă al asamblorului îmbunătățit a fost apoi asamblat de executabilul predecesorului său (A1) în cod binar sau zecimal pentru a obține A2, iar ciclul s-a repetat (acum cu acele îmbunătățiri disponibile), până când întregul set de instrucțiuni a fost codificat, adresele de ramificare au fost calculate automat și alte facilități (cum ar fi asamblarea condiționată, macrourile, optimizările etc.) au fost stabilite. Acesta a fost modul în care a fost dezvoltat primul program de asamblare simbolică optimă (SOAP). Compilatoarele, linkerii, încărcătoarele și utilitarele au fost apoi codificate în limbaj de asamblare, continuând procesul de inițiere a dezvoltării unor sisteme software complexe prin utilizarea unor programe mai simple.
Termenul a fost, de asemenea, susținut de Doug Engelbart pentru a se referi la convingerea sa că organizațiile ar putea evolua mai bine prin îmbunătățirea procesului pe care îl folosesc pentru îmbunătățire (obținând astfel un efect compus în timp). Echipa sa SRI care a dezvoltat sistemul de hipertext NLS a aplicat această strategie prin utilizarea instrumentului pe care îl dezvoltaseră pentru a îmbunătăți instrumentul.

#### Compilatoare
Dezvoltarea compilatoarelor pentru noi limbaje de programare dezvoltate mai întâi într-un limbaj existent, dar apoi rescrise în noul limbaj și compilate singure, este un alt exemplu al noțiunii de bootstrapping.

#### Instalare
În timpul instalării programelor de calculator, uneori este necesară actualizarea programului de instalare sau a managerului de pachete. Modelul obișnuit pentru acest lucru este utilizarea unui mic fișier executabil bootstrapper (de exemplu, Setup.exe⁠(d)) care actualizează programul de instalare și începe instalarea reală după actualizare. Uneori, bootstrapper-ul instalează și alte condiții prealabile pentru software în timpul procesului de bootstrap.

#### Rețele suprapuse
Un nod de inițiere, cunoscut și sub numele de gazdă de întâlnire, este un nod dintr-o rețea suprapusă care furnizează informații inițiale de configurare nodurilor nou intrate, astfel încât acestea să se poată alătura cu succes rețelei suprapuse.

#### Simulare cu evenimente discrete
Un tip de simulare pe calculator numită simulare cu evenimente discrete reprezintă funcționarea unui sistem ca o secvență cronologică de evenimente. Se utilizează o tehnică numită bootstraparea modelului de simulare, care utilizează puncte de date inițiale folosind un generator de numere pseudoaleatoare pentru a programa un set inițial de evenimente în așteptare, care programează evenimente suplimentare și, cu timpul, distribuția timpilor evenimentelor se apropie de starea de echilibru - comportamentul de bootstrapping este copleșit de comportamentul de echilibru.

#### Inteligența artificială și învățarea automată
Bootstrap este o tehnică utilizată pentru a îmbunătăți iterativ performanța unui clasificator. În mod obișnuit, mai mulți clasificatori vor fi instruiți pe diferite seturi de date de intrare, iar în cazul sarcinilor de predicție, se vor combina rezultatele diferiților clasificatori.
Seed AI este un tip ipotetic de inteligență artificială capabil de autoperfecționare recursivă. După ce se autoperfecționează, acesta ar deveni mai bun la autoperfecționare, ceea ce ar putea duce la o creștere exponențială a inteligenței. Nu se cunoaște existența unei astfel de inteligențe artificiale, dar rămâne un domeniu de cercetare activă. Inteligența artificială de tip "seed AI" reprezintă o parte importantă a unor teorii despre singularitatea tehnologică: susținătorii cred că dezvoltarea unei inteligențe artificiale de tip "seed AI" va produce rapid o inteligență din ce în ce mai inteligentă (prin bootstrap) și, astfel, o nouă eră.

### Statistici
Bootstrapping este o tehnică de reeșantionare utilizată pentru a obține estimări ale statisticilor sumare.

### Afaceri
Bootstrapping în afaceri înseamnă a începe o afacere fără ajutor extern sau capital de lucru. Antreprenorii aflați în faza de dezvoltare inițială a companiei lor supraviețuiesc prin intermediul fluxului de numerar intern și sunt foarte prudenți cu cheltuielile lor. În general, la începutul unei întreprinderi, o sumă mică de bani va fi pusă deoparte pentru procesul de bootstrap. Bootstrap poate fi, de asemenea, un supliment pentru modelele econometrice. Bootstrapping a fost, de asemenea, dezvoltat în cartea Bootstrap Business de Richard Christiansen, în articolul The Art of Bootstrapping din Harvard Business Review și în cartea ulterioară The Origin and Evolution of New Businesses de Amar Bhide. Există, de asemenea, o întreagă biblie scrisă de Seth Godin despre cum să faci bootstrap în mod corespunzător.
Experții au observat că există mai multe etape comune pentru susținerea unei afaceri:
1. Stadiul nașterii: Aceasta este prima etapă de bootstrapping, în care antreprenorul utilizează orice economii personale sau bani împrumutați și/sau investiți de la prieteni și familie pentru a lansa afacerea. De asemenea, este posibil ca proprietarul afacerii să conducă sau să lucreze pentru o altă organizație în acel moment, ceea ce poate contribui la alimentarea afacerii și la acoperirea cheltuielilor inițiale.
2. Etapa de finanțare din vânzări către consumatori: În această etapă, banii de la clienți sunt utilizați pentru a menține afacerea pe picioare. Odată ce cheltuielile cauzate de operațiunile normale de zi cu zi ale afacerii sunt acoperite, rata de creștere se mărește de obicei.
3. Etapa de externalizare: În acest moment al existenței companiei, antreprenorul în cauză se concentrează în mod normal pe activitățile specifice de exploatare. Acesta este momentul în care antreprenorii decid cum să îmbunătățească și să modernizeze echipamentele (crescând ulterior producția) sau chiar să angajeze noi membri ai personalului. În acest moment, compania poate solicita împrumuturi sau chiar se poate sprijini pe alte metode de finanțare suplimentară, cum ar fi capitalul de risc, pentru a contribui la extindere și la alte îmbunătățiri. [21]

Există mai multe tipuri de companii care sunt eligibile pentru bootstrap. Companiile aflate la început de drum care nu necesită neapărat intrări mari de capital (în special din surse externe) se califică. Acest lucru ar permite în mod special flexibilitate pentru afacere și timp pentru a se dezvolta. Companiile cu antreprenori în serie ar putea, de asemenea, să beneficieze de avantajele bootstrapului. Acestea sunt organizații prin care fondatorul are bani din vânzarea unor companii anterioare pe care îi poate folosi pentru a investi.
Există diferite metode de bootstrap. Viitorii proprietari de afaceri care aspiră să utilizeze bootstrapping ca modalitate de lansare a produsului sau serviciului lor folosesc adesea următoarele metode:
- Folosind bani accesibili din economiile personale.
- Gestionarea capitalului de lucru într-un mod care să reducă la minimum creanțele companiei lor.
- Încasarea a 401.000 fonduri de pensionare și achitarea lor la date ulterioare.
- Creșterea treptată a conturilor de plătit ale întreprinderii prin amânarea plăților sau chiar prin închirierea de echipamente în loc să le cumpere.

Bootstrapul este adesea considerat un succes. Dacă luăm în considerare statisticile furnizate de Fundera, aproximativ 77% dintre întreprinderile mici se bazează pe un anumit tip de investiții personale sau economii pentru a-și finanța proiectele de pornire. În medie, o întreprindere mică necesită un capital de pornire de aproximativ 10.000 de dolari, o treime dintre întreprinderile mici lansându-se cu mai puțin de 5.000 de dolari.
Pe baza datelor privind întreprinderile nou înființate prezentate de Entrepreneur.com, în comparație cu alte metode de finanțare, bootstrapping este mai frecvent utilizat decât altele. "0,91% dintre startup-uri sunt finanțate de investitori providențiali, în timp ce 0,05% sunt finanțate de VC. În schimb, 57% dintre startup-uri sunt finanțate prin împrumuturi și credite personale, în timp ce 38% primesc finanțare de la familie și prieteni."
Printre exemplele de antreprenori de succes care au folosit bootstrapping pentru a-și finanța afacerile se numără antreprenorul în serie Mark Cuban⁠(d). Acesta a susținut public bootstrapping-ul susținând că "Dacă poți începe pe cont propriu... fă-o de unul singur fără să fii nevoit să ieși și să strângi bani". Când a fost întrebat de ce crede că această abordare este cea mai necesară, el a răspuns: "Cred că cea mai mare greșeală pe care o fac oamenii este că, odată ce au o idee și obiectivul de a începe o afacere, ei cred că trebuie să strângă bani. Și odată ce ai strâns bani, nu mai este o realizare, ci o obligație", deoarece "acum, trebuie să dai socoteală celui de la care ai strâns banii".
Companiile care se bazează pe o strategie de tip "bootstrap", cum ar fi Apple Inc. (APPL), eBay Inc. (EBAY) și Coca-Cola Co. au afirmat, de asemenea, că atribuie o parte din succesul lor faptului că această metodă de finanțare le permite să rămână foarte concentrate pe o anumită gamă de produse profitabile.
Startup-urile se pot dezvolta prin reinvestirea profiturilor în propria creștere dacă costurile de pornire sunt scăzute și randamentul investițiilor este ridicat. Această abordare de finanțare le permite proprietarilor să păstreze controlul asupra afacerii lor și îi obligă să cheltuiască cu disciplină. În plus, bootstrapping permite startup-urilor să se concentreze pe clienți mai degrabă decât pe investitori, crescând astfel probabilitatea de a crea o afacere profitabilă. Acest lucru lasă startup-urile cu o strategie de ieșire mai bună, cu randamente mai mari.
Achizițiile cu efect de levier, sau tranzacțiile cu grad ridicat de îndatorare sau "bootstrap", au loc atunci când un investitor dobândește o participație de control în capitalul unei companii și când un procent semnificativ din prețul de achiziție este finanțat prin efectul de levier, adică prin împrumuturi din partea companiei achiziționate.
Bootstrapping în finanțe se referă la metoda de creare a curbei ratei spot.Operațiunea Bootstrap (Operación Manos a la Obra) se referă la proiectele ambițioase care au industrializat Puerto Rico la mijlocul secolului al XX-lea.

### Biologie
Richard Dawkins, în cartea sa River Out of Eden, a folosit conceptul de "bootstrap" al computerului pentru a explica modul în care se diferențiază celulele biologice: "Diferite celule primesc diferite combinații de substanțe chimice, care activează diferite combinații de gene, iar unele gene acționează pentru a activa sau dezactiva alte gene. Și astfel, bootstrap-ul continuă, până când avem repertoriul complet al diferitelor tipuri de celule".

#### Filogenetică
Analiza bootstrap oferă o modalitate de a evalua puterea de susținere a cladelor din arborii filogenetici. Un număr este scris lângă un nod, care reflectă procentul de arbori bootstrap care rezolvă și clada de la capetele ramurii respective.

### Legea
Bootstrapping este o regulă care împiedică admiterea probelor din auzite în cazurile de conspirație.

### Lingvistică
Bootstrapping este o teorie a dobândirii limbajului.

### Fizică

#### Teoria cuantică
Bootstrapping-ul constă în utilizarea unor criterii de coerență foarte generale pentru a determina forma unei teorii cuantice pornind de la anumite ipoteze privind spectrul de particule sau operatori.

#### Plasme de fuziune confinate magnetic
În cazul dispozitivelor de fuziune Tokamak⁠(d), "bootstrapping" se referă la procesul prin care plasma generează singură un curent de bootstrap, ceea ce reduce sau elimină necesitatea unui conducător de curent extern. Maximizarea curentului de pornire este un obiectiv major al proiectelor avansate de tokamak.

#### Plasme de fuziune confinate inerțial
Bootstrapping în fuziunea prin confinare inerțială se referă la particulele alfa produse în reacția de fuziune care asigură o încălzire suplimentară a plasmei. Această încălzire duce la aprindere și la un câștig energetic global.

### Electronică
Bootstrapping este o formă de feedback pozitiv în proiectarea circuitelor analogice.

### Rețeaua de energie electrică
O rețea de energie electrică nu este aproape niciodată pusă la pământ în mod intenționat. Generatoarele și centralele electrice sunt pornite și oprite în funcție de necesități. O centrală electrică obișnuită necesită energie pentru pornire înainte de a putea genera energie. Această energie este obținută din rețea, astfel încât, dacă întreaga rețea este oprită, aceste stații nu pot fi pornite.
Prin urmare, pentru a porni o rețea, trebuie să existe cel puțin un număr mic de centrale electrice care să poată porni complet singure. O pornire în gol este procesul de repunere în funcțiune a unei centrale electrice fără a se baza pe energie externă. În absența energiei din rețea, una sau mai multe porniri în gol sunt utilizate pentru a porni rețeaua.

#### Energia nucleară
O centrală nucleară trebuie să aibă întotdeauna o modalitate de a elimina căldura de dezintegrare, ceea ce se face de obicei cu ajutorul unor pompe electrice de răcire. Dar, în cazul rar al unei pierderi complete de energie electrică, acest lucru poate fi realizat prin pornirea unui generator acționat de o turbină cu abur (turbogenerator). Pe măsură ce aburul se acumulează în generatorul de abur, acesta poate fi utilizat pentru a alimenta turbogeneratorul (inițial fără pompe de ulei, pompe de apă sau pompe ale condensatoarelor). Odată ce turbogeneratorul produce energie electrică, pompele auxiliare pot fi pornite, iar pompele de răcire ale reactorului pot fi puse momentan în funcțiune. În cele din urmă, presiunea aburului va deveni insuficientă pentru a alimenta turbogeneratorul, iar procesul poate fi oprit în ordine inversă. Procesul poate fi repetat până când nu mai este necesar. Acest lucru poate provoca daune mari turbogeneratorului, dar, mai important, salvează reactorul nuclear.

### Rețele celulare
O funcție de server de inițiere (Bootstrapping Server Function - BSF) este un element intermediar în rețelele celulare care oferă funcții independente de aplicație pentru autentificarea reciprocă a echipamentelor utilizatorilor și a serverelor necunoscute unul de celălalt și pentru "inițierea" ulterioară a schimbului de chei secrete de sesiune. Termenul „bootstrapping” se referă la stabilirea unei relații de securitate cu un dispozitiv necunoscut anterior și la posibilitatea de a instala ulterior elemente de securitate (chei) în dispozitiv și în BSF.